# Characoma casuaria
Characoma casuaria är en fjärilsart som beskrevs av Alfred Ernest Wileman och Reginald James West 1929.
Characoma casuaria ingår i släktet Characoma och familjen trågspinnare. Inga underarter finns listade i Catalogue of Life.